# 코야마 마미
코야마 마미(일본어: 小山 茉美 こやま まみ[*], 1955년 1월 17일~)는 일본의 성우, 여배우이다. 아이치현 니시오시 출신이다. 아오니 프로덕션 소속이다.

## 출연

### 극장판 애니메이션
- 용과 주근깨 공주 (2021년) - 스완 역
- 명탐정 코난: 비색의 부재증명 (2021년) - 베르무트 역